# Cyclomias
Cyclomias är ett släkte av skalbaggar. Cyclomias ingår i familjen vivlar.
Kladogram enligt Catalogue of Life:
| Cyclomias | \| \| Cyclomias albolineatus \| \| \| \| \| \| Cyclomias mylacoides \| \| \| \| \| \| Cyclomias ptochoides \| \| \| \| |
|           | \| \| Cyclomias albolineatus \| \| \| \| \| \| Cyclomias mylacoides \| \| \| \| \| \| Cyclomias ptochoides \| \| \| \| |
|           | Cyclomias albolineatus                                                                                                 |
|           | |
|           | Cyclomias mylacoides                                                                                                   |
|           | |
|           | Cyclomias ptochoides                                                                                                   |
|           | |